# Sellak

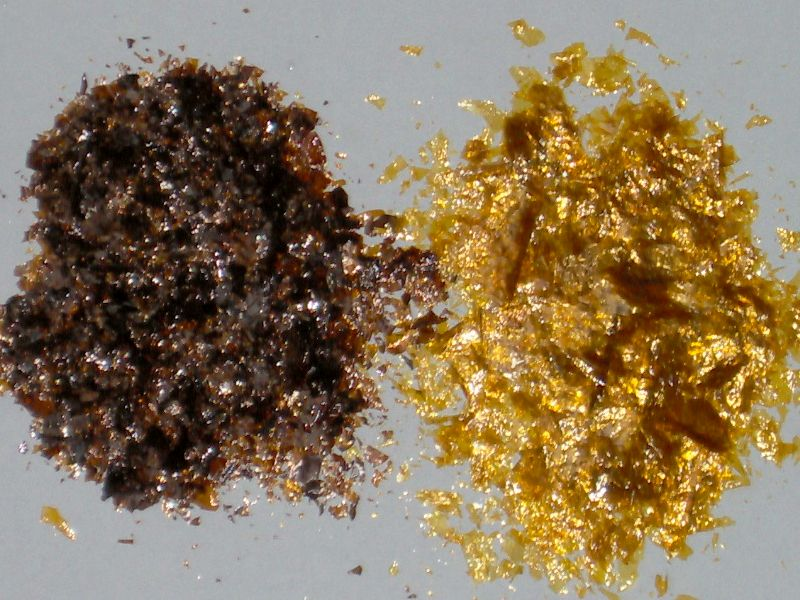
Rubinsellak, aranysellak

A sellak egy természetes gyanta, a legtöbb természetes gyantaféleségtől eltérően nem növényi, hanem állati eredetű. A műgyanták megjelenése előtt fontos, sokféle célra használt anyag volt, de még napjainkban is kiterjedten alkalmazzák az ipar számos területén: felületkezelő anyagként a faiparban, kézműiparban, építőiparban, adalékként az élelmiszer- és gyógyszeriparban stb.

## A szó eredete
A szó a holland schellak szóból ered, amely a schel (‘halpikkely’) és lak (‘lakk’) elemekből áll.

## Előállítása
A sellak Délkelet-Ázsiából származik, a Laccifer lacca nevű, fákon élő élősködő rovar, a lakktetű váladékából készül. A rovar leggyakrabban az Aleurites laccifera és a Croton lacciferus növények hajtásaiból táplálkozik, és testéből vöröses színű, sűrűn folyó nedvet választ ki. Ez az anyag vastagon beborítja a növény ágait, ezért sokáig úgy hitték, hogy a gyantát a fa izzadja ki a tetű csípése következtében; ma már tudjuk, hogy ez a megtermékenyített nőstény rovar váladéka, mely az ivadékgondozást segíti elő. 1 kg sellakot kb. 300 000 tetű képes előállítani.

## Feldolgozása

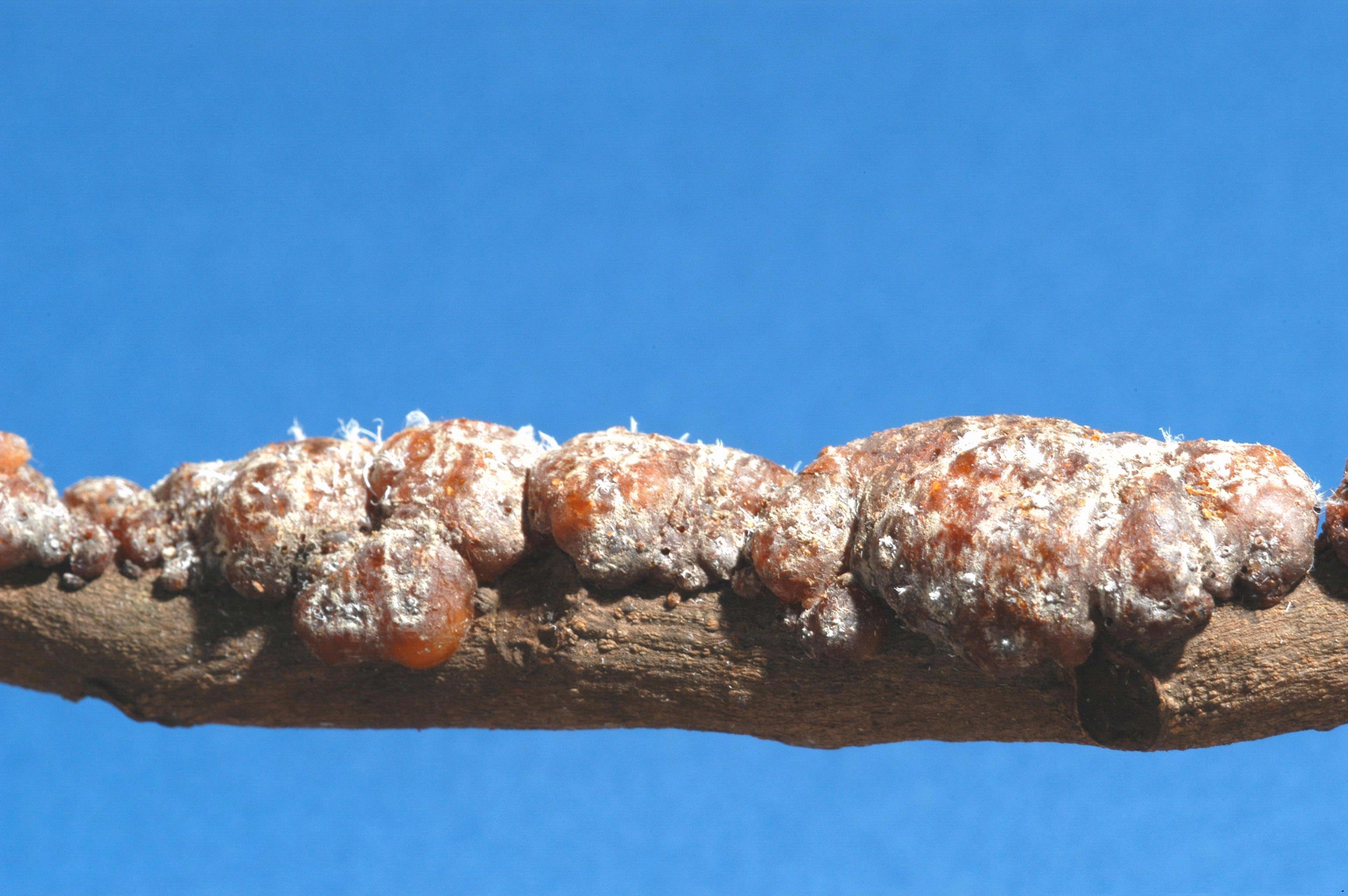
Nyers sellak egy vékony gallyon

A sellakot a fa vékony gallyaival együtt takarítják be, ebben a formájában bot-sellaknak (Stock-Schellack) nevezik. Miután a nagyobb szennyeződéseket eltávolították, forró vízzel átmossák, hogy a vízben oldható színező anyagokat kivonják belőle. Az így kapott anyagot mag-sellaknak (Körner-Schellack, Seedlac) hívják. A hagyományos eljárás szerint hevítéssel megömlesztik, és szűrőzsákokon átnyomva vagy szűrőprés segítségével az apróbb szennyeződéseket is kiszűrik belőle. Az olvadékot vékony rétegben elterítik, megszilárdulása után darabokra törik. Ebben az állapotban kerül forgalomba, lakkok készítésekor vékony lemezkék formájában viszonylag gyorsabban oldható fel.
A sellak gyantákat, viaszt és színezőanyagokat tartalmaz. Létezik sötétebb, vöröses színű sellak, a rubinsellak vagy gránátsellak, a világosabb színűt aranysellaknak vagy árnyalattól függően narancs vagy citrom sellaknak szokták nevezni. A fehér sellakot vegyi fehérítéssel, hipokloritos vagy más kezeléssel állítják elő.

## Felhasználása

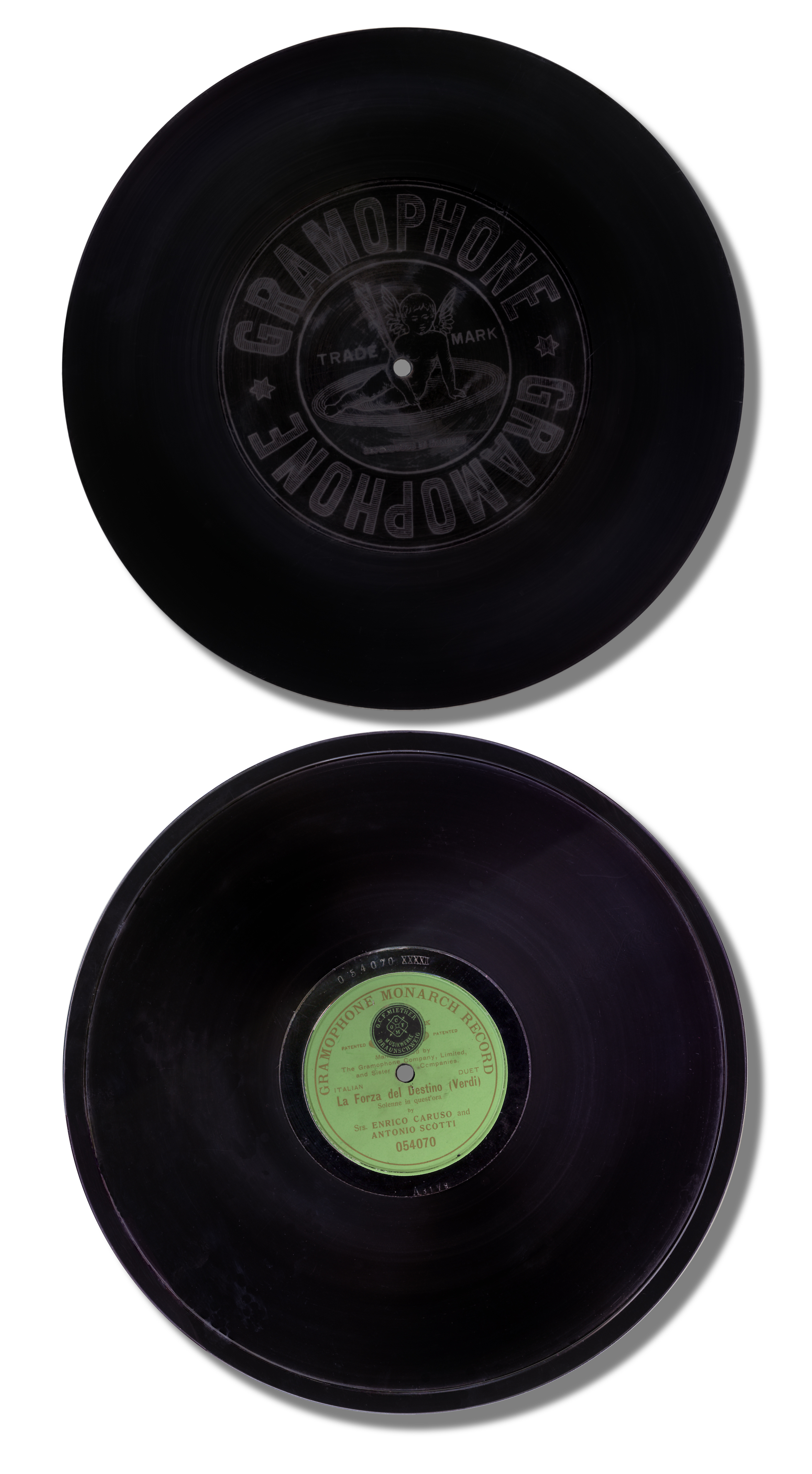
Enrico Caruso hangfelvétele egy 1909-ből származó, sellakból készült hanglemezen

A sellak egy természetes polimer, nagyon hasonlít a mai hőre lágyuló műanyagokra, műgyantákra. Felhasználása is részben ennek megfelelő volt, például hanglemezt, apróbb dísztárgyakat, bizsut készítettek belőle. Villamos szigetelőképessége nagy, dielektrikus tulajdonságai kiválóak, ezért régebben az elektromos ipar is nagy mennyiségben használta fel. A sellak a pecsétviasz, „spanyolviasz” legfontosabb összetevője. Bóraxos oldatával nemezkalapokat, bőrt kezeltek, tettek vízhatlanná, papírt lakkoztak. A fogtechnikának is fontos segédanyaga.
A sellak ehető, emészthető, az egészségre nem ártalmas (bár arra érzékenyeknél allergiát okozhat), ezért az élelmiszeriparban és gyógyszeriparban is használatos élelmiszerek és gyógyszerek bevonóanyagaként. Ez az E904-es E-számú élelmiszer-adalék.

## Lakkok
A sellak alkoholban oldódik, ebben a formában lakknak használható. A magas viasztartalmú sellakoldat nem átlátszó, az oldhatatlan viaszrészecskék miatt lágy gyöngyházfényű. Ülepítés után két fázisra különül el, alulra kerül a viaszos, felülre a tiszta, átlátszó sellak. Politúrozásra a viaszt tartalmazó sellak az alkalmasabb; a viaszmentes sellak egyéb segédanyagokkal elegyítve kézzel, ecsettel, szórással, mártással hordható fel, és fényes felületet ad.
Elsősorban antik bútorok, értékes hangszerek lakkozására használják, de természetes jellege miatt egyre inkább előtérbe kerül, divatba jön hétköznapi tárgyakon, egyszerűbb bútorokon való alkalmazása is.